# Loudon Wainwright III
Loudon Snowden Wainwright III (Chapel Hill, 5 settembre 1946) è un cantautore, chitarrista e attore statunitense.

## Biografia
Wainwright è nato in Carolina del Nord ed è figlio di una insegnante di yoga e di un editore con la passione per la musica. È cresciuto a Bedford (New York) e ha studiato a Middletown (Delaware). Negli anni '60 ha cominciato a suonare la chitarra. Ha firmato il suo primo contratto discografico con la Atlantic Records, che ha pubblicato il suo primo album nel 1970. Nel 1972 ha inciso il brano Dead Skunk. Nel periodo 1974-1975 ha recitato nella terza stagione della serie televisiva M*A*S*H.
Ha inciso oltre 20 album per undici diverse etichette discografiche. Ha ricevuto la nomination ai Grammy Award in tre occasioni, vincendo una volta, nel 2010 con High Wide & Handsome: The Charlie Poole Project (miglior album folk tradizionale). È apparso inoltre in numerosi film, spesso interpretando ruoli minori, tra cui 28 giorni (2000), The Aviator (2004), Big Fish (2003), Elizabethtown (2005), 40 anni vergine (2005), Molto incinta (2007) e serie TV come Undeclared e Parks and Recreation. 
Per il film Molto incinta ha anche composto le musiche insieme a Joe Henry.

## Vita privata
Dal 1971 al 1977 è stato sposato con la musicista Kate McGarrigle. Dalla loro unione sono nati due altri artisti: Rufus Wainwright e Martha Wainwright. In seconde nozze si è sposato con Suzzy Roche. Da questo matrimonio, anch'esso chiusosi con un divorzio, è nata una bambina. Nel 2005 si è sposato per la terza volta con l'attrice Ritamarie Kelly, da cui ha avuto un'altra figlia.

## Discografia
Album studio
- 1970 - Loudon Wainwright III
- 1971 - Album II
- 1972 - Album III
- 1973 - Attempted Mustache
- 1975 - Unrequited
- 1976 - T Shirt
- 1978 - Final Exam
- 1983 - Fame and Wealth
- 1985 - I'm Alright
- 1986 - More Love Songs
- 1989 - Therapy
- 1992 - History
- 1995 - Grown Man
- 1997 - Little Ship
- 1999 - Social Studies
- 2001 - Last Man on Earth
- 2005 - Here Come the Choppers
- 2007 - Strange Weirdos
- 2008 - Recovery
- 2009 - High Wide & Handsome: The Charlie Poole Project
- 2010 - 10 Songs for the New Depression
- 2012 - Older Than My Old Man Now
- 2014 - Haven't Got the Blues (Yet)
- 2022 - Lifetime Achievement

Album live
- 1979 - A Live One
- 1993 - Career Moves
- 2003 - So Damn Happy
- 2013 - Live at the Cactus Cafe

Raccolte
- 1994 - One Man Guy: The Best of Loudon Wainwright III 1982–1986
- 1998 - BBC Sessions
- 2011 - 40 Odd Years